# Coupe d'Afrique des nations de hockey sur gazon 2022
Navigation
2017 2025
La Coupe d'Afrique des nations de hockey sur gazon 2022 est la 11e édition de la Coupe d'Afrique des nations de hockey sur gazon, le championnat international quadriennal de hockey sur gazon masculin d'Afrique organisé par le Fédération africaine de hockey. En février 2021, il a été annoncé que le tournoi se déroulerait parallèlement au tournoi féminin au Theodosia Okoh Hockey Stadium à Accra, au Ghana du 17 au 23 janvier 2022.
Les Sud-Africains sont les champions en titre, remportant l'édition 2017. Le vainqueur se qualifie pour la Coupe du monde masculine de hockey sur gazon 2023.

## Équipes qualifiées
Les deux équipes les mieux classées dans le classement mondial se qualifient directement pour le tournoi tandis que les autres équipes doivent jouer dans les éliminatoires régionaux. Les deux meilleures équipes de chacune des qualifications régionales se qualifient pour le tournoi. Les trois régions sont l'Afrique du Nord-Est, l'Afrique du Nord-Ouest et l'Afrique centrale du Sud,.
| Événement             | Dates | Lieu | Quotas | Qualifiés                                         |
| --------------------- | ----- | ---- | ------ | ------------------------------------------------- |
| Pays hôte             | NC    | NC   | 1      | Ghana (35)                                        |
| Classement mondial    | NC    | NC   | 2      | Afrique du Sud (12) Égypte (21)                   |
| Compétitions annulées | NC    | NC   | 4      | Kenya (49) Namibie (59) Nigeria (75) Ouganda (91) |

## Premier tour
Toutes les heures correspondent à l'Heure au Ghana, (UTC±0)

### Poule A
| Rang | Équipe         | J | V | N | D | BP | BC | Diff | Pts | Qualification |
| ---- | -------------- | - | - | - | - | -- | -- | ---- | --- | ------------- |
| 1    | Afrique du Sud | 2 | 2 | 0 | 0 | 15 | 1  | +14  | 6   | Demi-finales  |
| 2    | Kenya          | 2 | 1 | 0 | 1 | 5  | 3  | +2   | 3   | Demi-finales  |
| 3    | Namibie        | 2 | 0 | 0 | 2 | 1  | 17 | -16  | 0   |               |

Source: FIH
En cas d'égalité de points de plusieurs équipes à l'issue des matchs de poule, les critères suivants sont appliqués dans l'ordre indiqué pour établir leur classement:
1. Points de chaque équipe,
2. Matchs gagnés,
3. Différence de buts,
4. Buts pour,
5. Plus grand nombre de points obtenus dans les matchs de poule disputés entre les équipes concernées,
6. Buts marqués en plein jeu.

| Match 7               | Afrique du Sud | 13 - 0  | Namibie |                                        |                                        |
| 17 janvier 2022 20h00 | Malgraff 5e · Drummond 10e, 54e · Pautz 20e · Spooner 21e, 54e · Guise-Brown 35e, 47e, 49e · Paton 45e · Sherwood 56e, 60e · Jackson 58e | (4 - 0) |         | Arbitrage : Aziz Adimah Stanley Tamale | Arbitrage : Aziz Adimah Stanley Tamale |
| 17 janvier 2022 20h00 | Rapport |         |         | Arbitrage : Aziz Adimah Stanley Tamale | Arbitrage : Aziz Adimah Stanley Tamale |

| Match 13              | Kenya                                              | 4 - 1   | Namibie       |                                      |                                      |
| 18 janvier 2022 17h00 | Wakhura 14e · Iningu 51e · Awino 53e · Onyango 57e | (1 - 1) | 18e Tjikuniva | Arbitrage : Aziz Adimah Deepak Joshi | Arbitrage : Aziz Adimah Deepak Joshi |
| 18 janvier 2022 17h00 | Rapport                                            |         |               | Arbitrage : Aziz Adimah Deepak Joshi | Arbitrage : Aziz Adimah Deepak Joshi |

| Match 15              | Afrique du Sud | 2 - 1   | Kenya       |                                           |                                           |
| 19 janvier 2022 16h00 | Ntuli 33e, 37e | (0 - 0) | 40e Wakhura | Arbitrage : Simon Awasa Siyabonga Martins | Arbitrage : Simon Awasa Siyabonga Martins |
| 19 janvier 2022 16h00 | Rapport        |         |             | Arbitrage : Simon Awasa Siyabonga Martins | Arbitrage : Simon Awasa Siyabonga Martins |

### Poule B
| Rang | Équipe  | J | V | N | D | BP | BC | Diff | Pts | Qualification |
| ---- | ------- | - | - | - | - | -- | -- | ---- | --- | ------------- |
| 1    | Égypte  | 3 | 3 | 0 | 0 | 8  | 3  | +5   | 9   | Demi-finales  |
| 2    | Nigeria | 3 | 1 | 1 | 1 | 13 | 8  | +5   | 4   | Demi-finales  |
| 3    | Ghana   | 3 | 0 | 2 | 1 | 2  | 3  | -1   | 2   |               |
| 4    | Ouganda | 3 | 0 | 1 | 2 | 5  | 14 | -9   | 1   |               |

Source: FIH
En cas d'égalité de points de plusieurs équipes à l'issue des matchs de poule, les critères suivants sont appliqués dans l'ordre indiqué pour établir leur classement:
1. Points de chaque équipe,
2. Matchs gagnés,
3. Différence de buts,
4. Buts pour,
5. Plus grand nombre de points obtenus dans les matchs de poule disputés entre les équipes concernées,
6. Buts marqués en plein jeu.

| Match 5               | Ghana      | 1 - 1   | Ouganda    |                                        |                                        |
| 17 janvier 2022 16h00 | Tettey 28e | (1 - 0) | 40e Ntumba | Arbitrage : Ahmed Elsayed Elvis Bwalya | Arbitrage : Ahmed Elsayed Elvis Bwalya |
| 17 janvier 2022 16h00 | Rapport    |         |            | Arbitrage : Ahmed Elsayed Elvis Bwalya | Arbitrage : Ahmed Elsayed Elvis Bwalya |

| Match 6 | Égypte                                   | 4 - 2   | Nigeria                   |                                            |                                            |
| 18h00   | Sayed 32e · Ibrahim 35e, 45e · Ragab 42e | (0 - 1) | 28e P. John · 36e Samaila | Arbitrage : Deepak Joshi Siyabonga Martins | Arbitrage : Deepak Joshi Siyabonga Martins |
| 18h00   | Rapport                                  |         |                           | Arbitrage : Deepak Joshi Siyabonga Martins | Arbitrage : Deepak Joshi Siyabonga Martins |

| Match 11              | Nigeria | 10 - 3  | Ouganda                           |                                        |                                        |
| 18 janvier 2022 13h00 | P. John 9e, 59e · Samaila 10e · Victor 11e · Sunday 20e · Ibrahim 22e, 53e · M. John 35e · Solomon 40e · Godwin 42e | (5 - 2) | 3e Mugisha · 25e Opio · 50e Okodi | Arbitrage : Ahmed Elsayed Elvis Bwalya | Arbitrage : Ahmed Elsayed Elvis Bwalya |
| 18 janvier 2022 13h00 | Rapport |         |                                   | Arbitrage : Ahmed Elsayed Elvis Bwalya | Arbitrage : Ahmed Elsayed Elvis Bwalya |

| Match 14 | Ghana   | 0 - 1   | Égypte        |                                       |                                       |
| 19h00    |         | (0 - 0) | 55e Elganaini | Arbitrage : Erik Etsebeth Simon Awasa | Arbitrage : Erik Etsebeth Simon Awasa |
| 19h00    | Rapport |         |               | Arbitrage : Erik Etsebeth Simon Awasa | Arbitrage : Erik Etsebeth Simon Awasa |

| Match 18              | Égypte                             | 3 - 1   | Ouganda    |                                       |                                       |
| 20 janvier 2022 13h00 | Ragab 21e · Z. Adel 23e · Nasr 47e | (2 - 1) | 21e Ntumba | Arbitrage : Erik Etsebeth Simon Awasa | Arbitrage : Erik Etsebeth Simon Awasa |
| 20 janvier 2022 13h00 | Rapport                            |         |            | Arbitrage : Erik Etsebeth Simon Awasa | Arbitrage : Erik Etsebeth Simon Awasa |

| Match 21 | Ghana      | 1 - 1   | Nigeria     |                                       |                                       |
| 19h00    | Tettey 56e | (0 - 0) | 43e P. John | Arbitrage : Deepak Joshi Peter Kabaso | Arbitrage : Deepak Joshi Peter Kabaso |
| 19h00    | Rapport    |         |             | Arbitrage : Deepak Joshi Peter Kabaso | Arbitrage : Deepak Joshi Peter Kabaso |

## Phase de classement

### De la cinquième à la septième place
| Match 22              | Namibie          | 2 - 3   | Ouganda                   |                                        |                                        |
| 21 janvier 2022 09h00 | La Cock 29e, 39e | (1 - 2) | 9e, 13e Opio · 34e Batusa | Arbitrage : Erik Etsebeth Elvis Bwalya | Arbitrage : Erik Etsebeth Elvis Bwalya |
| 21 janvier 2022 09h00 | Rapport          |         |                           | Arbitrage : Erik Etsebeth Elvis Bwalya | Arbitrage : Erik Etsebeth Elvis Bwalya |

### Cinquième et sixième place
| Match 27              | Ghana                                                         | 6 - 1   | Ouganda    |                                       |                                       |
| 22 janvier 2022 11h00 | Adjei 12e, 37e · Tettey 23e, 44e · Kwofie 34e · Em. Akaba 58e | (2 - 0) | 52e Batusa | Arbitrage : Erik Etsebeth Simon Awasa | Arbitrage : Erik Etsebeth Simon Awasa |
| 22 janvier 2022 11h00 | Rapport                                                       |         |            | Arbitrage : Erik Etsebeth Simon Awasa | Arbitrage : Erik Etsebeth Simon Awasa |

## Tour final
|  | Demi-finales   | Demi-finales |                        |       | Finale | Finale |
|  | Demi-finales   | Demi-finales |                        |       | Finale | Finale |
|  |                |              |                        |       |        |        |
|  |                |              |                        |       |        |        |
|  |                |              |                        |       |        |        |
|  | Afrique du Sud | 7            |                        |       |        |        |
|  | Afrique du Sud | 7            |                        |       |        |        |
|  | Nigeria        | 0            |                        |       |        |        |
|  | Nigeria        | 0            | Afrique du Sud         | 1 (3) |        |        |
|  |                |              | Afrique du Sud         | 1 (3) |        |        |
|  |                | Égypte       | 1 (1)                  |       |        |        |
|  | Égypte         | Égypte       | 1 (1)                  | 5     |        |        |
|  | Égypte         |              |                        | 5     |        |        |
|  | Kenya          | 1            |                        |       |        |        |
|  | Kenya          | 1            | Match pour la 3e place |       |        |        |
|  |                |              |                        |       |        |        |
|  |                |              |                        |       |        |        |
|  |                |              |                        |       |        |        |
|  | Kenya          | 2            |                        |       |        |        |
|  | Kenya          | 2            |                        |       |        |        |
|  | Nigeria        | 4            |                        |       |        |        |
|  | Nigeria        | 4            |                        |       |        |        |

### Demi-finales
| Match 28              | Afrique du Sud                                                              | 7 - 0   | Nigeria |                                        |                                        |
| 22 janvier 2022 13h15 | Guise-Brown 17e, 23e, 57e · Ntuli 18e · Pautz 20e · Malgraff 27e · Bell 43e | (5 - 0) |         | Arbitrage : Ahmed Elsayed Peter Kabaso | Arbitrage : Ahmed Elsayed Peter Kabaso |
| 22 janvier 2022 13h15 | Rapport                                                                     |         |         | Arbitrage : Ahmed Elsayed Peter Kabaso | Arbitrage : Ahmed Elsayed Peter Kabaso |

| Match 29 | Égypte                                                      | 5 - 1   | Kenya       |                                           |                                           |
| 15h30    | Nasr 11e · Mos. Ragab 12e, 27e · M. Adel 37e · Elnaggar 43e | (3 - 0) | 51e Wakhura | Arbitrage : Aziz Adimah Siyabonga Martins | Arbitrage : Aziz Adimah Siyabonga Martins |
| 15h30    | Rapport                                                     |         |             | Arbitrage : Aziz Adimah Siyabonga Martins | Arbitrage : Aziz Adimah Siyabonga Martins |

### Troisième et quatrième place
| Match 33              | Kenya                    | 2 - 4   | Nigeria                                            |                                          |                                          |
| 23 janvier 2022 14h15 | Kipyego 19e · Iningu 52e | (1 - 2) | 7e Godwin · 18e Sunday · 31e Ibrahim · 44e Samaila | Arbitrage : Ahmed Elsayed Stanley Tamale | Arbitrage : Ahmed Elsayed Stanley Tamale |
| 23 janvier 2022 14h15 | Rapport                  |         |                                                    | Arbitrage : Ahmed Elsayed Stanley Tamale | Arbitrage : Ahmed Elsayed Stanley Tamale |

### Finale
| Match 35              | Afrique du Sud                                | 1 - 1             | Égypte                            |                                       |                                       |
| 23 janvier 2022 18h45 | Guise-Brown 12e                               | (1 - 1)           | 23e Z. Adel                       | Arbitrage : Deepak Joshi Peter Kabaso | Arbitrage : Deepak Joshi Peter Kabaso |
| 23 janvier 2022 18h45 | Rapport                                       |                   |                                   | Arbitrage : Deepak Joshi Peter Kabaso | Arbitrage : Deepak Joshi Peter Kabaso |
| 23 janvier 2022 18h45 | Spooner · Mvimbi · Ntuli · Ngubane · Sherwood | Tirs au but 3 - 1 | M. Adel · Edris · A. Sayed · Nasr | Arbitrage : Deepak Joshi Peter Kabaso | Arbitrage : Deepak Joshi Peter Kabaso |

## Classement final
| Rang               | Équipe         | J | V | N | D | BP | BC | Diff | Pts | Qualification       |
| ------------------ | -------------- | - | - | - | - | -- | -- | ---- | --- | ------------------- |
| Médaille d'or      | Afrique du Sud | 4 | 3 | 1 | 0 | 23 | 2  | +21  | 10  | Coupe du monde 2023 |
| Médaille d'argent  | Égypte         | 5 | 4 | 1 | 0 | 14 | 5  | +9   | 13  |                     |
| Médaille de bronze | Nigeria        | 5 | 2 | 1 | 2 | 17 | 17 | 0    | 7   |                     |
| 4                  | Kenya          | 4 | 1 | 0 | 3 | 8  | 12 | -4   | 3   |                     |
| 5                  | Ghana          | 4 | 1 | 2 | 1 | 8  | 4  | +4   | 5   |                     |
| 6                  | Ouganda        | 5 | 1 | 1 | 3 | 9  | 22 | -13  | 4   |                     |
| 7                  | Namibie        | 3 | 0 | 0 | 3 | 3  | 20 | -17  | 0   |                     |